# Striatoppia margaritifera
Striatoppia margaritifera är en kvalsterart som beskrevs av Balogh och Sandór Mahunka 1966. Striatoppia margaritifera ingår i släktet Striatoppia och familjen Oppiidae. Inga underarter finns listade i Catalogue of Life.